# VMFA-112
112ème Escadron de chasseur d'attaque (USMC)
Le Marine Fighter Attack Squadron 112 (ou VMFA-112) est un escadron de chasseur d'attaque F/A-18 Hornet du Corps des Marines des États-Unis. L'escadron est basé à NASJRB Fort Worth,  au Texas et relève du commandement du Marine Aircraft Group 41 (MAG-41), et du 4th Marine Aircraft Wing (4th MAW). Il est connu sous le nom de "Cowboys" et son code de queue est MA. 
Pendant la Seconde Guerre mondiale, l'escadron a connu de nombreuses actions dans tout le théâtre d'opérations du Pacifique, en particulier lors de la bataille de Guadalcanal dans le cadre de la Cactus Air Force. À la fin de la guerre, ses 140 victimes le classaient au troisième rang des escadrons du Corps des Marines.

## Mission
Mener des opérations de guerre anti-aérienne et d'appui aérien offensif à l'appui de la Fleet Marine Force à partir de bases avancées, d'aérodromes expéditionnaires et de porte-avions, et mener d'autres opérations aériennes selon les directives.

## Historique

### Origine
Le Marine Fighter Attack Squadron 112, a été initialement activé sous le nom de VMF-112, à San Diego, en Californie, le 1er mars 1942.

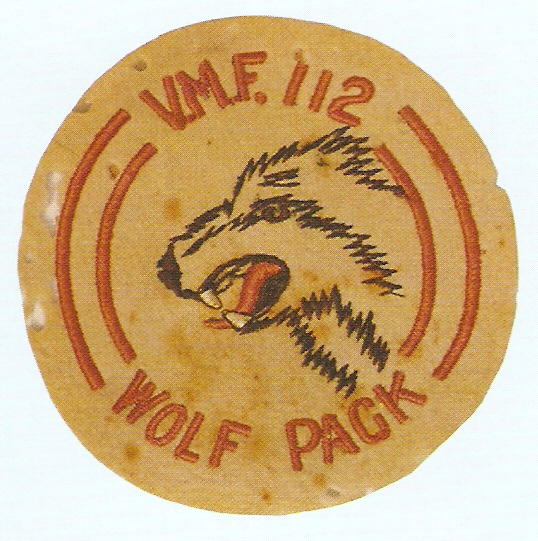
Écusson d'origine de l'escadron VMF-112

Se déployant peu de temps après à Henderson Field sur Guadalcanal dans les îles Salomon pilotant le F4F Wildcat, l'escadron rejoignit la Cactus Air Force avec le Marine Aircraft Group 11. Le 31 janvier 1943, Jefferson DeBlanc a abattu cinq avions ennemis en une seule mission, et a reçu la Medal of Honor pour cette action. En reconnaissance de sa bravoure et de ses contributions à la victoire lors de son service sur Guadalcanal, le VMF-112 a reçu la Presidential Unit Citation du 7 août au 9 décembre 1942.
Le VMF-112 a été retiré de Guadalcanal à Espiritu Santo pour un répit. Là, il a commencé à passer au Vought F4U-1 Corsair, l'avion qu'il piloterait pour le reste de la Seconde Guerre mondiale. Le VMF-112 est retourné aux États-Unis le 5 septembre 1943 et a pris ses fonctions au MCAS Miramar, à l'extérieur de San Diego. C'est là qu'il a été renommé VMF(CVS)-112, indiquant que l'escadron était qualifié pour être sur porte-avions.

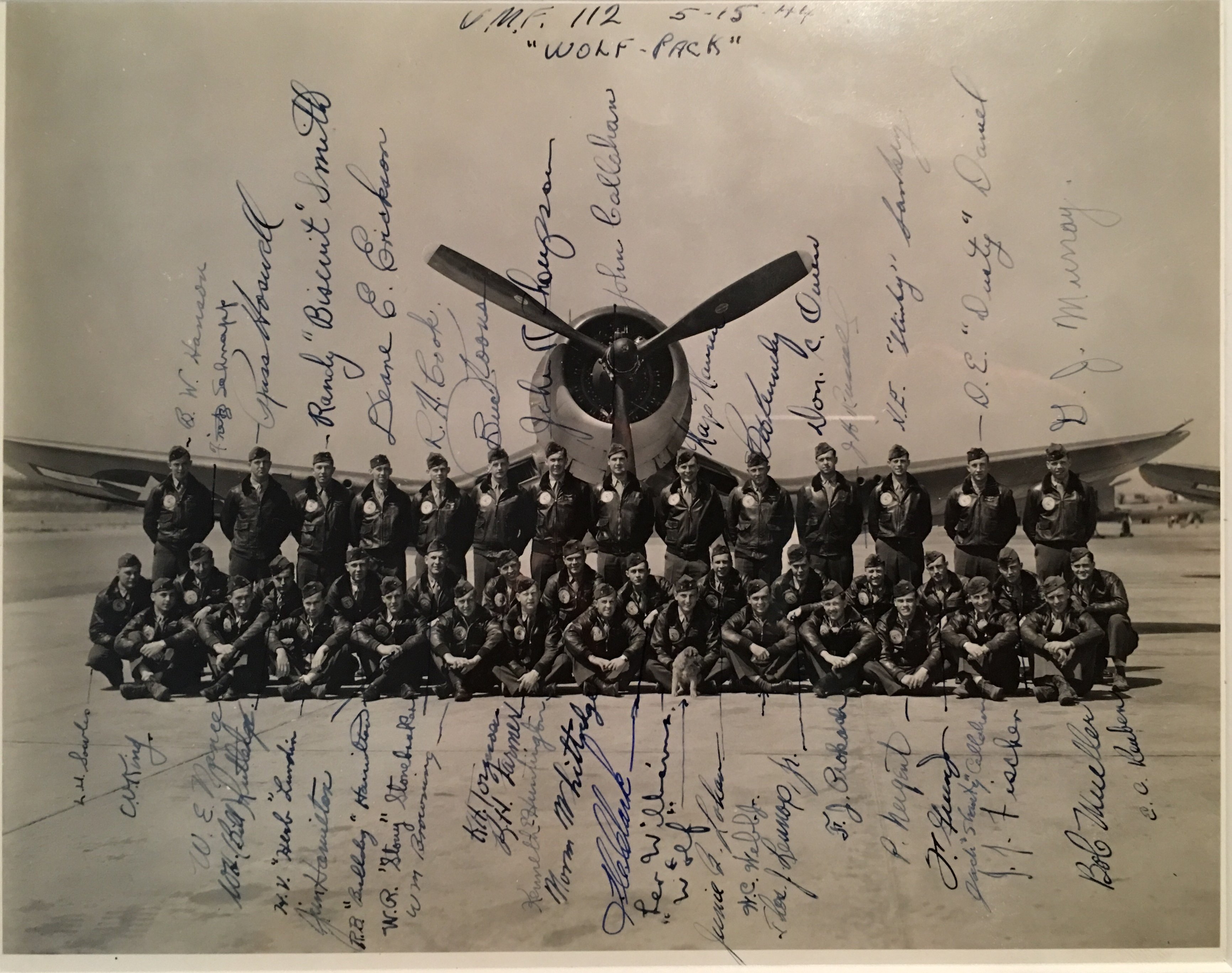
Photo du Groupe VMF-112 (15 mai 1944)

En décembre 1944, le VMF-112 est affecté au Air Group 82 à bord de l'USS Bennington (CV-20) pour sa deuxième tournée de combat. À la mi-mai 1945, le lieutenant Robert Cook a marqué le seul abattage d'un ballon de barrage par un escadron de marine pendant la guerre lorsqu'il en a abattu un au-dessus de Kyūshū. À la fin de la Seconde Guerre mondiale, l'escadron a été crédité de la destruction de 140 avions japonais en combat aérien, le classant au troisième rang des escadrons du Corps des Marines en termes d'avions ennemis détruits. À la suite de la capitulation du Japon, le VMF-112 retourna aux États-Unis où il fut désactivé le 10 septembre 1945.

### Réactivation

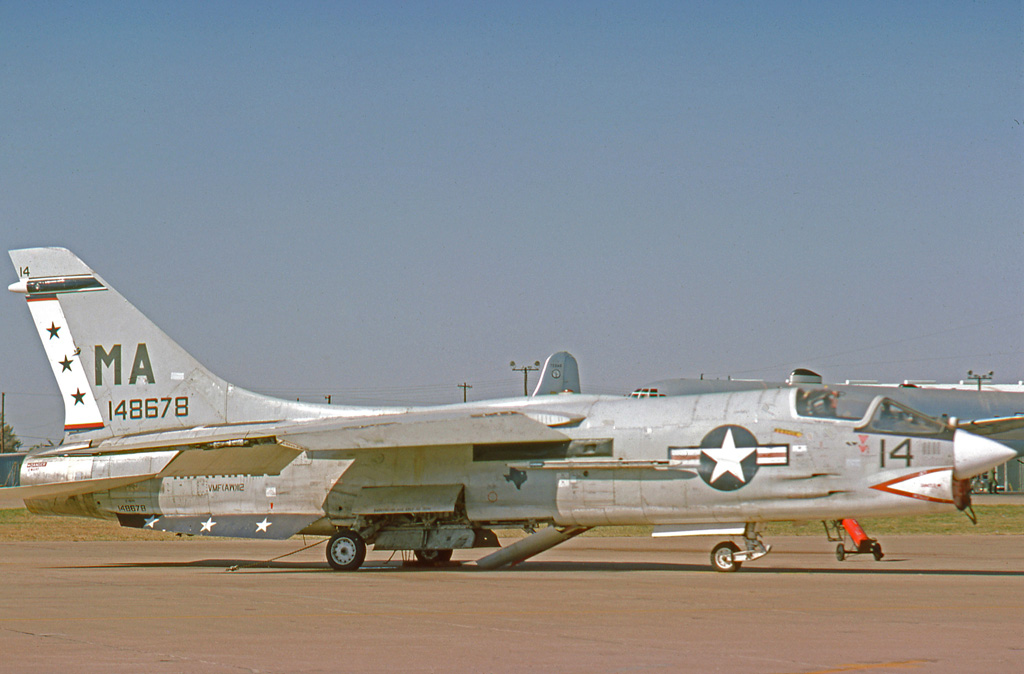
F-8H Crusader II du VMF(AW)-112 au Dallas NAS en 1975

L'escadron a été réactivé le 1er juillet 1946 sous le nom de Marine Air Detachment, Marine Air Reserve Training Command, à la Naval Air Station Dallas (en) au Texas. Le VMF-112 a été réactivé avec le Corsair, mais a finalement piloté le F9F Panther , le AF-1E Fury et le F-8U-1 Crusader.
Lorsque le VMF-111 (en) a été désactivé, ses avions sont passés au VMF-112, qui est devenu le plus grand escadron de réserve des Marines. À la réception du modèle D/E tout temps du Crusader, l'escadron a été renommé VMF(AW)-112 et a piloté plusieurs autres versions du F-8 jusqu'à la fin de 1975, date à laquelle il est passé au F-4 Phantom II et a été renommé VMFA-112. Le 8 octobre 1992, le VMFA-112 a piloté le F/A-18 Hornet lors de son premier vol officiel. L'escadron a déménagé à la NAS Fort Worth Joint Reserve Base (JRB) en septembre 1996 et continue d'y opérer.

### Depuis les années 2000

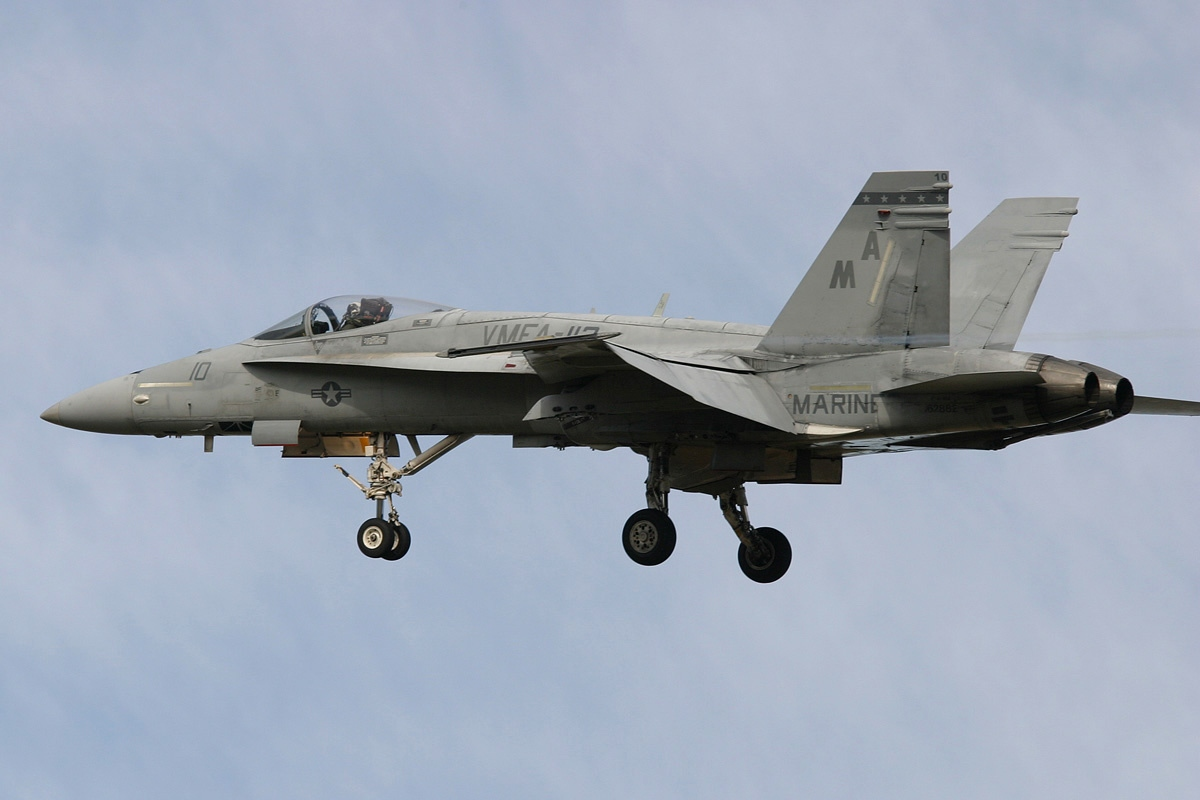
F/A-18 Hornet du VMFA-112

En 2002, les avions du VMFA-112 ont été reconfigurés en F/A-18A+. Les "Cowboys" ont été le premier escadron de réserve à se déployer dans le cadre d'un exercice dans le Pacifique occidental depuis la guerre de Corée. À l'été 2004, l'escadron a soutenu l' opération Jungle Shield et l' exercice Southern Frontier tout en opérant à partir du Japon, de Guam et de l'Australie. En 2005, le VMFA-112 s'est déployé à la Base aérienne d'Ørland, en Norvège, pour l'exercice multinational : Battle Griffin. L'exercice a été mené pour améliorer la cohésion des opérations entre les forces multinationales et perfectionner les compétences de combat air-sol. Les Marines ont connu un temps froid et des conditions difficiles au cours de l'exercice.
Actuellement, le VMFA-112 travaille en étroite collaboration avec l'escadron jumeau VMGR-234 sur ce qu'on a appelé le « Herc/Hornet Expeditionary Package ». Le programme conceptuel permettrait à un F/A-18A+ d'atterrir sur une piste construite à la hâte et de faire le plein et de se réarmer rapidement sans avoir à retourner à la base, comme c'est le cas actuellement. Le programme serait conforme à la nature d'autosuffisance du Marine Corps.
L'escadron a été déployé à la base aérienne Al-Asad, en Irak fin 2009. Au cours de leur déploiement, les "Cowboys" ont soutenu le retrait au sol des principales villes d'Irak, soutenu les forces spéciales lors de nombreuses missions et assuré une surveillance aérienne clé pour le renseignement. L'escadron a été le dernier escadron de chasse/d'attaque à quitter l'Irak, fermant ce chapitre de la guerre d'Irak.